# サイハイラン属
サイハイラン属（サイハイランぞく、学名：Cremastra 、和名漢字表記：采配蘭属）は、ラン科に属する属。

## 特徴
地生の多年草。偽球茎は球状になる。偽球茎の先端から1-2個のやや大型で越冬性の葉と1個の花茎を出す。無葉の種もある。花茎に鞘状葉をまばらにつける。花は細長く、下垂し、花序は総状になる。苞は短い線形。萼片は離生し、萼片および側花弁は細長く、先は鋭くとがる。唇弁は線形で樋状となって中に蕊柱を入れ、先端は中裂片と2個の側裂片に3裂する。蕊柱は棒状になる。

## 分布
中国大陸、チベット、朝鮮半島、台湾、千島列島、サハリン、アッサム、ヒマラヤ東部、ネパール、タイ、ベトナムおよび日本に分布し、4種知られる。日本には3種が分布する 。

## 種

### 日本に分布する種
和名および学名の記載はYListによる。
- モイワラン Cremastra aphylla T.Yukawa - 北海道、本州、四国に分布し、林床に生育する。葉は無く、花茎と花が暗紅紫色、花弁は淡紅色になる[2]。絶滅危惧IA類(CR)（2012年、環境省）[4]。
- サイハイラン Cremastra appendiculata (D.Don) Makino - 日本では、北海道、本州、四国、九州に分布し、山地の林床に生育する。花は総状に多数、下向きにつき、淡緑褐色で紅紫色を帯びる[1]。国外では、中国大陸、チベット、朝鮮半島、台湾、千島列島、サハリン、アッサム、ヒマラヤ東部、ネパール、タイ、ベトナムに分布する[3]。
- トケンラン Cremastra unguiculata (Finet) Finet - 日本では、北海道、本州、四国に分布し、落葉樹林の林床に生育する。花は数個横向きにつき、黄褐色の地に紫色の斑点がある[1]。絶滅危惧II類(VU) （2012年、環境省）[4]。国外では、朝鮮半島、中国大陸南東部に分布する[3]。

### 国外の種
- Cremastra guizhouensis Q.H.Chen & S.C.Chen - 中国大陸南部・中央部に分布する[3]。

## ギャラリー

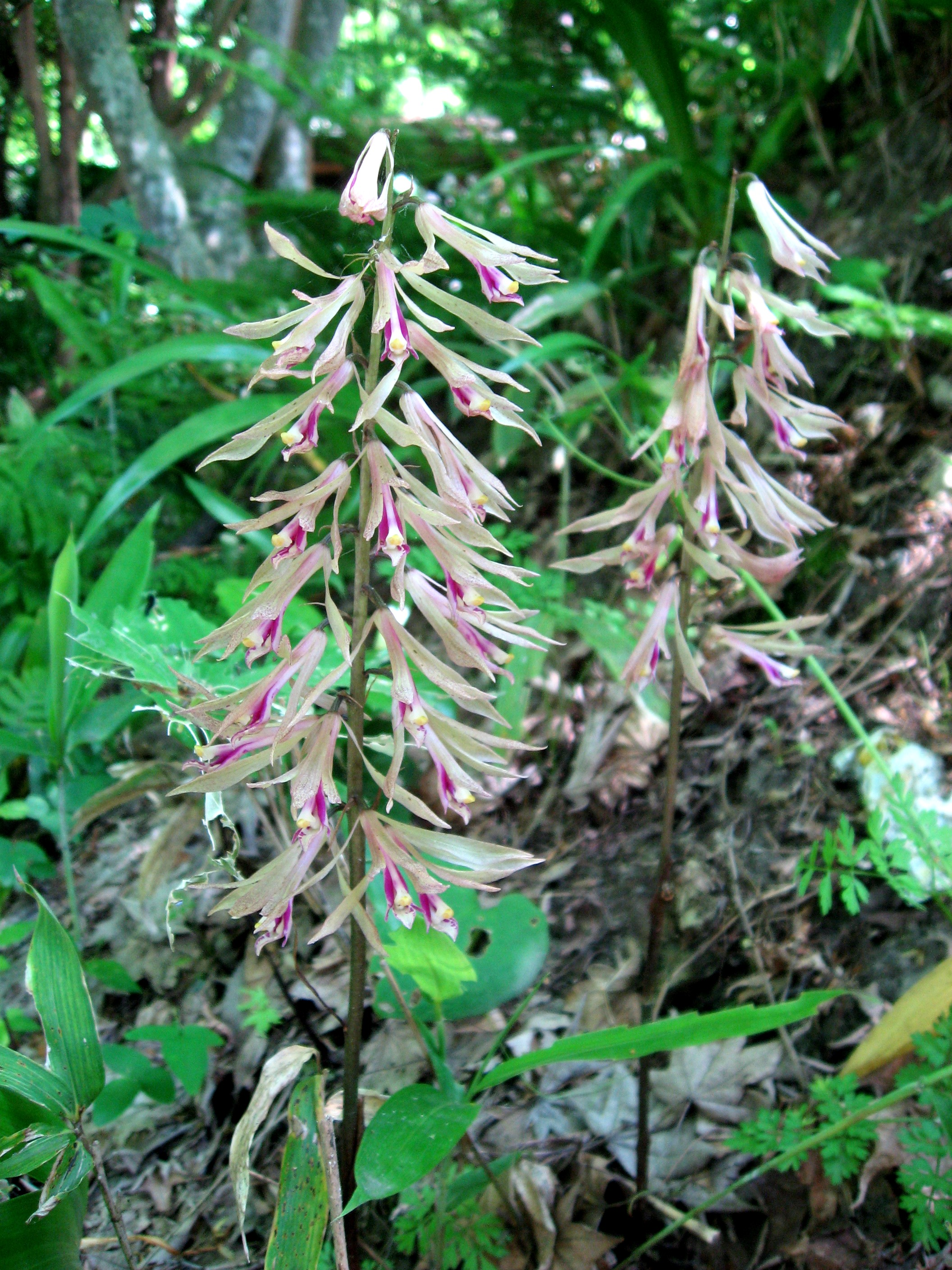
サイハイラン
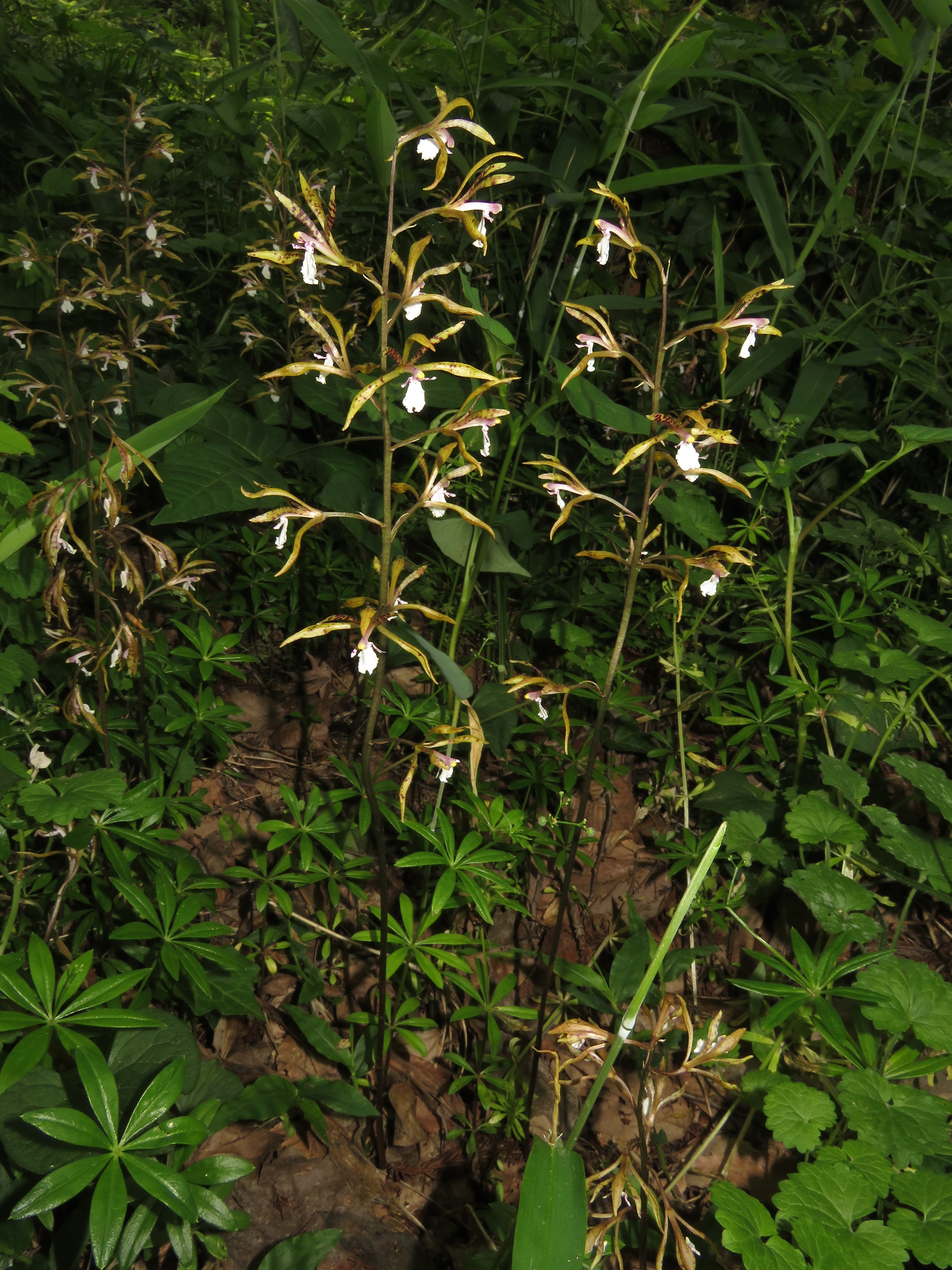
トケンラン